# Liste der Biografien/Bergs
Liste der Biografien |
Portal Biografien |
Personensuche
# |
A |
B |
C |
D |
E |
F |
G |
H |
I |
J |
K |
L |
M |
N |
O |
P |
Q |
R |
S |
T |
U |
V |
W |
X |
Y |
Z |
?
 
Ba |
Be |
Bd |
Bg |
Bh |
Bi |
Bj |
Bl |
Bm |
Bn |
Bo |
Br |
Bs |
Bu |
Bw |
By |
Bz
 
Bea–Beb |
Bec |
Bed |
Bee |
Bef |
Beg |
Beh |
Bei |
Bej |
Bek |
Bel |
Bem |
Ben |
Beo |
Bep |
Beq |
Ber |
Bes |
Bet |
Beu |
Bev |
Bew |
Bex |
Bey |
Bez
 
Bera |
Berb |
Berc |
Berd |
Bere |
Berf |
Berg |
Berh |
Beri |
Berj |
Berk |
Berl |
Berm |
Bern |
Bero |
Berq |
Berr |
Bers |
Bert |
Beru |
Berv |
Berw |
Berx |
Bery |
Berz
 
Berga |
Bergb |
Bergc |
Bergd |
Berge |
Bergf |
Bergg |
Bergh |
Bergi |
Bergj |
Bergk |
Bergl |
Bergm |
Bergn |
Bergo |
Bergq |
Bergr |
Bergs |
Bergt |
Bergu |
Bergv |
Bergw
Die Liste der Biografien führt alle Personen auf, die in der deutschsprachigen Wikipedia einen Artikel haben. Dieses ist eine Teilliste mit 88 Einträgen von Personen, deren Namen mit den Buchstaben „Bergs“ beginnt.

## Bergs
- Bergs, Alexander (* 1974), deutscher Sprachwissenschaftler und Hochschullehrer
- Bergs, Thomas (* 1967), deutscher Ingenieur und Hochschullehrer
- Bergs, Wilhelm (1912–1991), deutscher Politiker (CDU), MdL
- Bergs, Zizou (* 1999), belgischer TennisspielerZizou Bergs (* 1999)

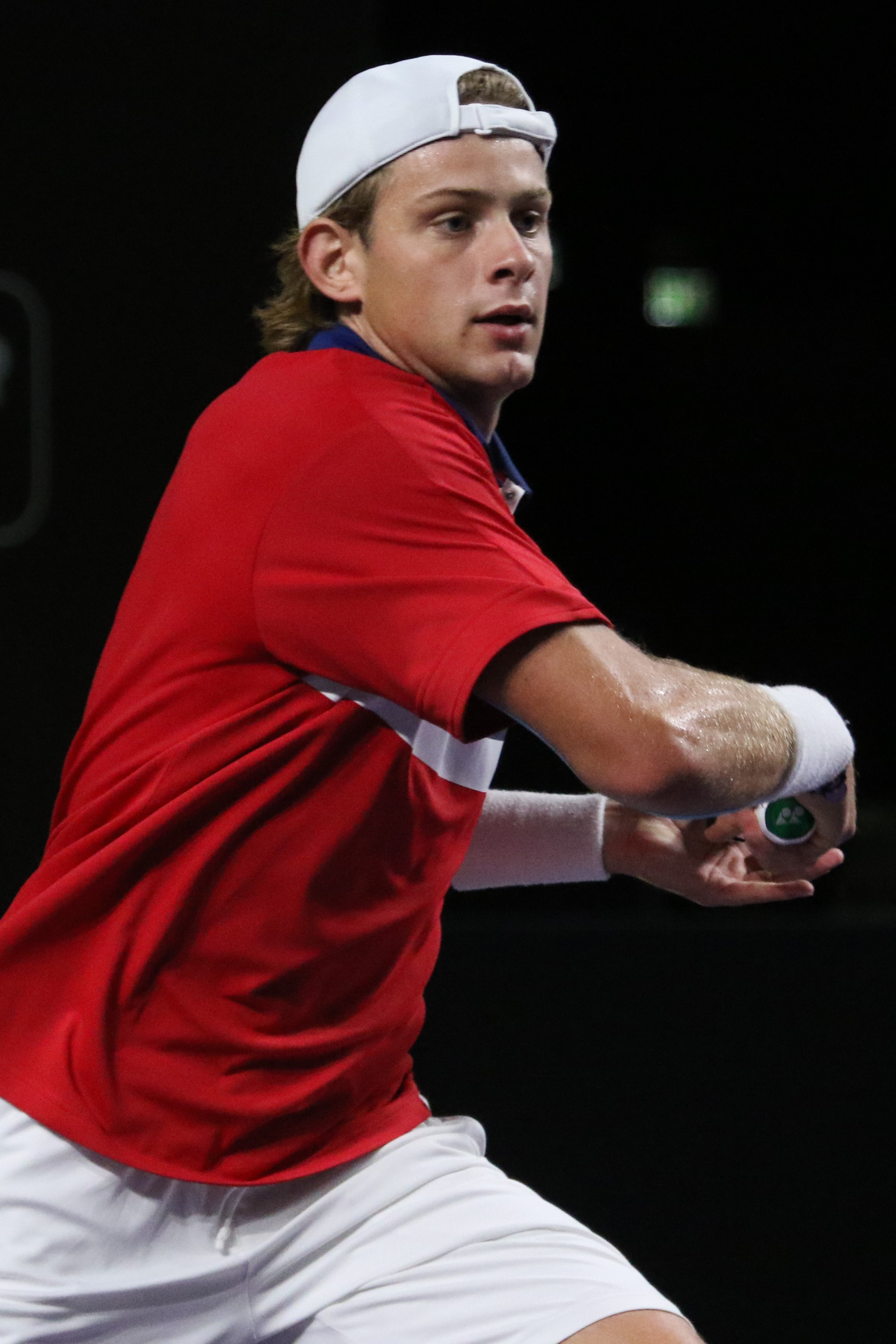
Zizou Bergs (* 1999)

### Bergsc
- Bergschicker, Heinz (1930–1989), deutscher Historiker, Schriftsteller und Journalist

### Bergsd
- Bergsdorf, Harald (* 1966), deutscher Politikwissenschaftler
- Bergsdorf, Wolfgang (1941–2024), deutscher Journalist und Politikwissenschaftler

### Bergse
- Bergseije, Lars-Åke, schwedischer Skispringer
- Bergseng, Ludvik (* 2006), norwegischer Basketballspieler

### Bergsh
- Bergshoeff, Eric (* 1955), niederländischer Physiker
- Bergsholm, Helene (* 1992), norwegische Schauspielerin

### Bergsl
- Bergsland, Jon Einar (* 1981), norwegischer Straßenradrennfahrer
- Bergsland, Knut (1914–1998), norwegischer Finnougrist und Hochschullehrer
- Bergslien, Brynjulf (1830–1898), norwegischer Bildhauer
- Bergslien, Knud (1827–1908), norwegischer Maler
- Bergslien, Nils (1853–1928), norwegischer Genre-, Historien- und Porträtmaler, Zeichner und Bildhauer

### Bergsm
- Bergsma, Cornelis Adriaan (1798–1859), niederländischer Chemiker, Botaniker und Agrarwissenschaftler
- Bergsma, Elke (* 1968), deutsche Schriftstellerin
- Bergsma, Heather (* 1989), US-amerikanische Speedskaterin und Eisschnellläuferin
- Bergsma, Jacob Hendrik (1838–1915), niederländischer Politiker und Jurist
- Bergsma, Joop (1928–2011), niederländischer römisch-katholischer Geistlicher und Theologe
- Bergsma, Jorrit (* 1986), niederländischer Eisschnellläufer
- Bergsma, Léon (* 1997), niederländischer Fußballspieler
- Bergsma, Titia (1786–1821), erste westliche Frau in Japan
- Bergsma, William (1921–1994), US-amerikanischer Opern-Komponist
- Bergsmann, Felix (1936–2018), österreichischer Politiker (ÖVP), Abgeordneter zum Nationalrat, Mitglied des Bundesrates
- Bergsmark, Ester Martin (* 1982), schwedischer Regisseur

### Bergso
- Bergsøe, Vilhelm (1835–1911), dänischer Novellist und Naturforscher
- Bergson, Henri (1859–1941), französischer Philosoph und NobelpreisträgerHenri Bergson (1859–1941)

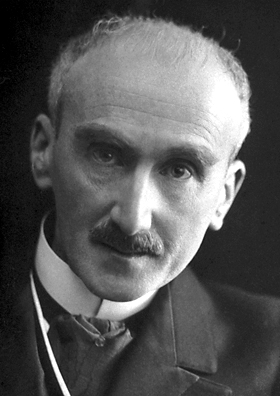
Henri Bergson (1859–1941)

- Bergson, Leif (1927–1999), schwedischer Klassischer Philologe
- Bergson, Michał (1820–1898), polnischer Pianist und Komponist

### Bergss
- Bergsson, Beinir (* 1997), färöischer Dichter und Filmschaffender

### Bergst
- Bergstedt, Axel (* 1962), deutscher Dirigent und Komponist
- Bergstedt, Jörg (* 1964), deutscher Ökoaktivist, Anarchist und Buchautor
- Bergstein, Eleanor (* 1938), US-amerikanische Drehbuchautorin, Filmproduzentin und Filmregisseurin
- Bergstein, Wilhelm (1939–2022), deutscher Fußballspieler
- Bergsten, C. Fred (* 1941), US-amerikanischer Ökonom und Politikberater
- Bergsten, Carl (1879–1935), schwedischer Architekt
- Bergsten, Curt (1912–1987), schwedischer Fußballspieler
- Bergsten, Gunnar (1945–2011), schwedischer Jazzmusiker
- Bergstø, Kirsti (* 1981), norwegische Politikerin
- Bergstraesser, Arnold (1896–1964), deutscher Soziologe und PolitikwissenschaftlerArnold Bergstraesser (1896–1964)

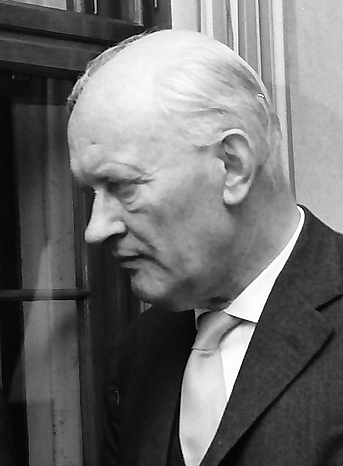
Arnold Bergstraesser (1896–1964)

- Bergstrand, Carl Erik (1830–1914), schwedischer Agrikulturchemiker und Geologe
- Bergstrand, Erik (1904–1987), schwedischer Physiker
- Bergstrand, Finn (* 1932), schwedischer Schriftsteller und Diplomat, Botschafter in Mosambik und Singapur
- Bergstrand, Kim (* 1968), schwedischer Fußballspieler
- Bergstrand, Kristina (* 1963), schwedische Eishockeyspielerin
- Bergstrand, Nanne (* 1956), schwedischer Fußballspieler und -trainer
- Bergstrand, Östen (1873–1948), schwedischer Astronom
- Bergstrand-Poulsen, Elisabeth (1887–1955), schwedische Künstlerin und Schriftstellerin
- Bergsträsser, Arnold (1841–1897), Landtagsabgeordneter des Großherzogtums Hessen
- Bergsträsser, Friedrich (1800–1847), Landtagsabgeordneter Großherzogtum Hessen
- Bergsträsser, Gisela (1911–2003), deutsche Kunsthistorikerin
- Bergsträßer, Gotthelf (1886–1933), deutscher Orientalist
- Bergsträsser, Johann Andreas Benignus (1732–1812), deutscher Lehrer und Entomologe
- Bergsträßer, Karl-Heinz (1937–2025), deutscher Handballtrainer
- Bergsträsser, Ludwig (1883–1960), deutscher Politiker (DDP, SPD), MdR, MdL, MdB
- Bergström, Anders (* 1968), schwedischer Skilangläufer
- Bergstrom, Bobbin, US-amerikanische Schauspielerin und medizinisch-technische Beraterin in Filmen und Serien
- Bergström, Britta (1919–2017), schwedische Badmintonspielerin
- Bergström, Calle (* 1976), schwedischer Eishockeyspieler
- Bergstrøm, Carl Julius (1828–1898), norwegischer Architekt
- Bergström, Christian (* 1967), schwedischer Tennisspieler
- Bergström, Dick (1886–1952), schwedischer Segler
- Bergström, Einar (1919–1996), schwedischer Luftfahrtingenieur und Aerodynamik-Experte
- Bergström, Erik (1886–1966), schwedischer Fußballspieler
- Bergström, Fredrik (* 1975), schwedischer Badmintonspieler
- Bergström, Fredrik (* 1990), schwedischer Segler
- Bergström, Gunilla (1942–2021), schwedische Autorin und IllustratorinGunilla Bergström (1942–2021)

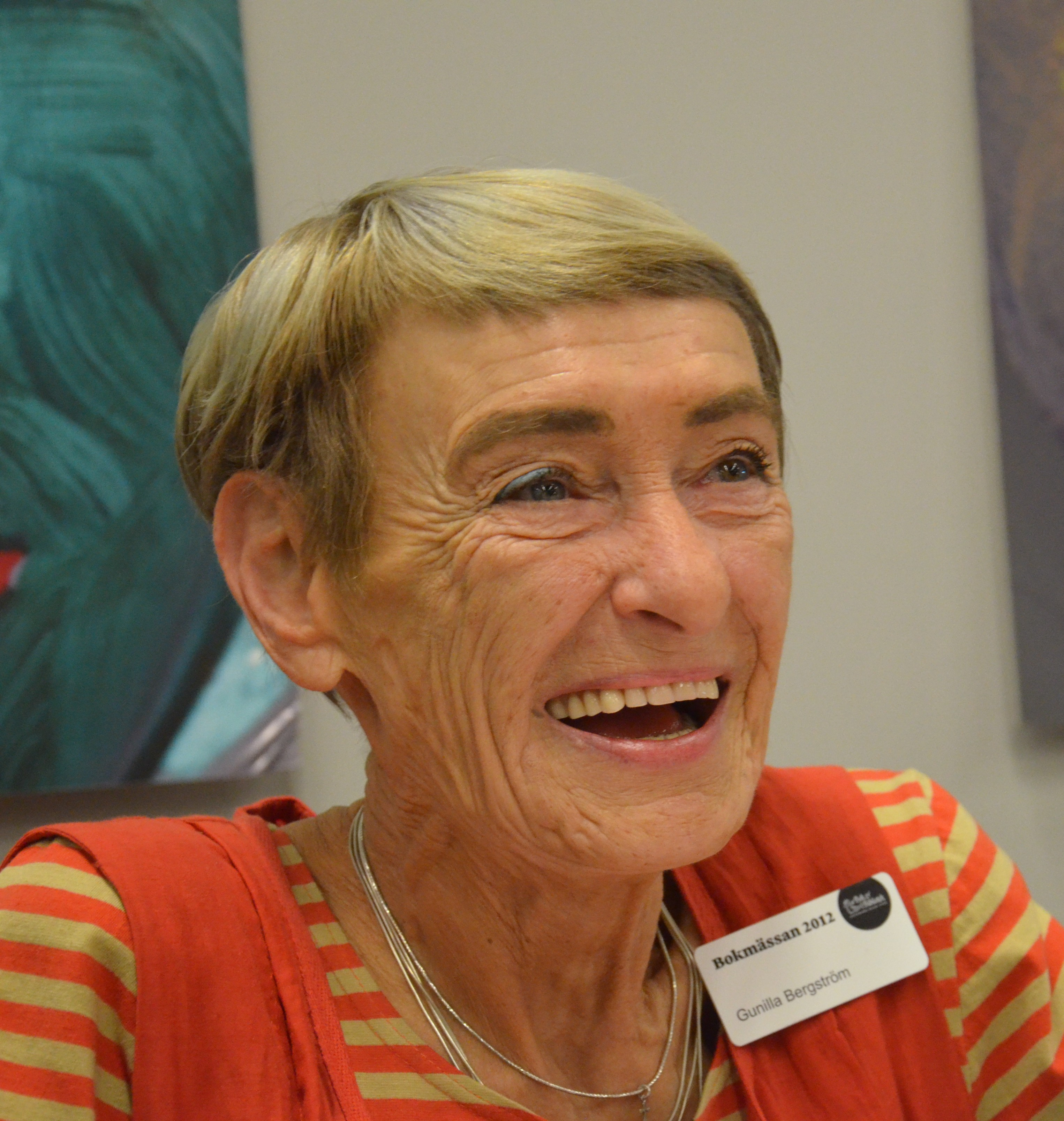
Gunilla Bergström (1942–2021)

- Bergström, Harald (1908–2001), schwedischer Mathematiker
- Bergström, Helena (* 1964), schwedische Schauspielerin
- Bergström, Hjalmar (1907–2000), schwedischer Skilangläufer
- Bergström, Jan (1938–2012), schwedischer Paläontologe und Geologe
- Bergström, Kajsa (* 1981), schwedische Curlerin
- Bergström, Kristian (* 1974), schwedischer Fußballspieler
- Bergström, Kurt (1891–1955), schwedischer Segler
- Bergström, Lars (* 1952), schwedischer Physiker
- Bergström, Lars (* 1956), schwedischer Eishockeytrainer
- Bergström, Linda (* 1979), schwedische Schauspielerin
- Bergström, Linda (* 1995), schwedische Tischtennisspielerin
- Bergström, Martin (* 1992), schwedischer Skilangläufer
- Bergström, Nils (1930–2013), schwedischer Tischtennisspieler und -funktionär
- Bergström, Rune (1891–1964), schwedischer Fußballspieler
- Bergström, Stig (* 1935), schwedisch-US-amerikanischer Paläontologe
- Bergström, Sune (1916–2004), schwedischer Biochemiker und Nobelpreisträger
- Bergstrøm-Nielsen, Carl (* 1951), dänischer Komponist, Improvisationsmusiker und Musiktherapeut

### Bergsv
- Bergsvand, Guro (* 1994), norwegische Fußballspielerin
- Bergsveinn Birgisson (* 1971), isländischer SchriftstellerBergsveinn Birgisson (* 1971)

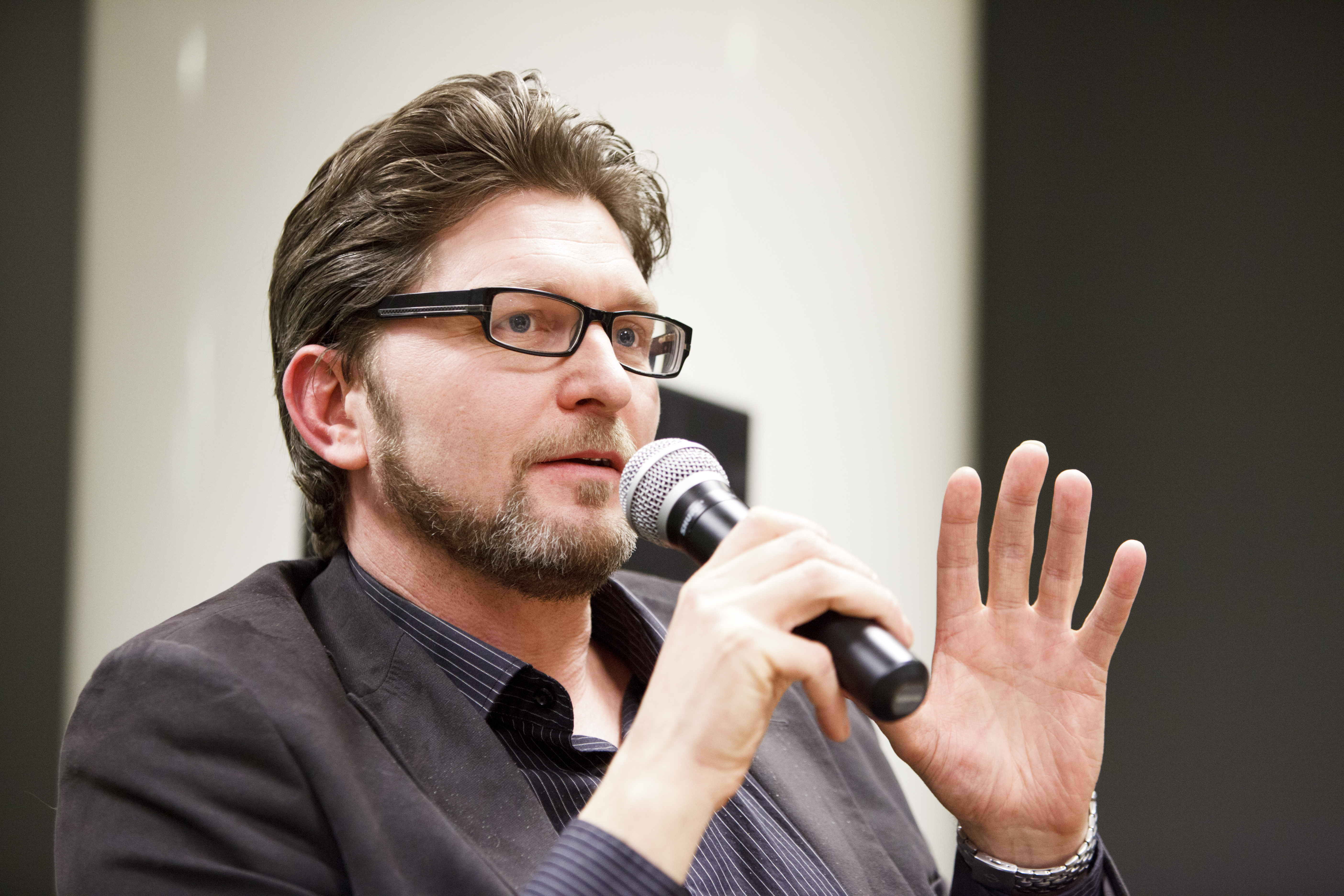
Bergsveinn Birgisson (* 1971)